# Konstantinos Kalogeropoulos

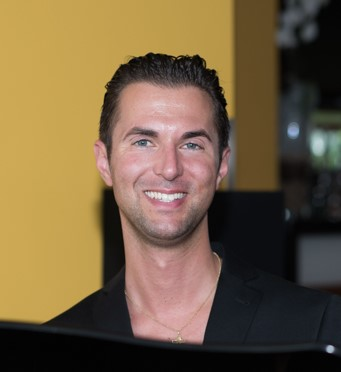
Konstantinos Kalogeropoulos (2016)

Konstantinos Kalogeropoulos (* 25. Oktober 1982 in Stuttgart) ist ein deutscher Dirigent, Pianist und Musikproduzent griechischer Abstammung.

## Leben und Wirken
Konstantinos Kalogeropoulos wuchs in Esslingen am Neckar auf und erhielt seinen ersten Klavierunterricht im Alter von drei Jahren. Nach dem Abitur am Georgii-Gymnasium Esslingen absolvierte er ab 2002 sein Musikstudium an der Hochschule für Musik und Darstellende Kunst Stuttgart mit Diplomabschluss 2007 in den Fächern Klavier, Komposition und Dirigieren. Im selben Jahr studierte er mehrere Monate Rahmen des Erasmus-Programms am Real Conservatorio Superior de Música de Madrid und schloss anschließend 2007 den Masterstudiengang Hörerziehung in Stuttgart ab. Während dieser Zeit war er DAAD-Stipendiat. 2013 promovierte er per Fernlehrgang an der University of Leicester zu einem Thema der Filmmusik („Narratological, Psychological and Semiotic Relationship between Opera and Film. A Case Study of Richard Wagner's Ring The Ring Cycle and Howard Shore's The Lord of the Rings“.)
Kalogeropoulos war für einige Zeit als Musikalischer Leiter und Pianist auf Kreuzfahrtschiffen und als Pianist bei verschiedenen Projekten tätig, unter anderem bei den Musical Gentlemen (2015–2018). Von 2014 bis 2019 war er Musikalischer Leiter der Benefiz Musical Gala in Heidenheim. Seit 2015 ist er regelmäßig Pianist und Gastdirigent bei verschiedenen Produktionen am Landestheater Dinkelsbühl und hatte 2018 die musikalische Leitung des Musicals Die Päpstin am Theaterhaus Stuttgart inne. Seit 2017 ist er Pianist für die Show „Michael Jackson Tribute Live Experience“ mit dem Michael-Jackson-Imitator Sascha Pazdera. In diesem Rahmen trat er u. a. im Tempodrom Berlin, am Mehr Theater Hamburg und im Düsseldorfer Capitol Theater auf. Seit 2018 begleitet er als Pianist die Gentlemen of Voices.
Kalogeropoulos ist seit 2016 am Ludwigs Festspielhaus Musikalischer Leiter des Musicals Ludwig² und leitete dort auch 2017 die Produktion von Ein Sommernachtstraum. 2019 produzierte er seine ersten beiden Shows Piano Impact Absolute Live an der Württembergischen Landesbühne Esslingen sowie die Crossover-Produktion „Ludwig meets Michael Jackson“ an Ludwigs Festspielhaus.
2018 veröffentlichte er seine erste Solo-CD Piano Impact.
Kalogeropoulos unterrichtet an der städtischen Musikschule Esslingen und war von 2014 bis 2018 an der Jungen Akademie Stuttgart Dozent für Korrepetition und Liedinterpretation.

### Privates
Bis zu seinem 18. Lebensjahr war Kalogeropoulos aktiver Eiskunstläufer. Er gewann 2002 mit dem Synchron-Team aus Mannheim die Bronzemedaille bei den Deutschen Meisterschaften. Er ist entfernt mit der Opernsängerin Maria Callas verwandt.

## Kompositionen
Kalogeropoulos komponierte verschiedene Filmmusiken, u. a. für den Film Dard Divorce sowie für das Fernsehen und musikalische Hörspieluntermalungen, wie zum Beispiel für das Hörspiel Der Hexer.

## Engagements als Musikalischer Leiter (Auswahl)
- 2015: Die Tagebücher von Adam und Eva, Landestheater Dinkelsbühl
- 2016: Der kleine Horrorladen, Landestheater Dinkelsbühl[15]
- Seit 2016: Ludwig², Ludwigs Festspielhaus, Füssen
- 2017: Marylin Monroes letztes Band, Landestheater Dinkelsbühl
- 2017: Ein Sommernachtstraum, Ludwigs Festspielhaus
- 2018: Die Päpstin, Theaterhaus Stuttgart[7]
- 2019: Edith Piaf: Süchtig nach Liebe

## Eigene Produktionen
- 2019: Piano Impact Absolute! Live!, Württembergische Landesbühne Esslingen[16]
- 2019: Ludwig meets Michael Jackson, Ludwigs Festspielhaus[8][17]

## Diskografie
- 2013: Musical Friends for Charity[18]
- 2019: Piano Impact, Solo-Album[19]
- 2020: Gentlemen of Voices (the 1st) (Hofer)
- 2020: Piano Impact Vol. 2, Solo-Album (Hofer)
- 2020: Piano Impact Absolut Meditation